# Philippe Senderos
Philippe Sylvain Senderos (n. 14 februarie 1985, Geneva, Geneva, Elveția) este un fotbalist elvețian retras din activitate, care a jucat pe post de fundaș central sau fundaș la echipe ca Arsenal, Fulham și Aston Villa. Pe plan internațional, are prezențe la națională pentru Elveția U17⁠(d) și Elveția U20⁠(d).
Anterior el a mai jucat la cluburi ca Servette, Arsenal, Milan, Everton și Fulham.

## Goluri internaționale
| #  | Data              | Stadion                       | Oponent       | Scor | Rezultat     | Competiția                                             |
| -- | ----------------- | ----------------------------- | ------------- | ---- | ------------ | ------------------------------------------------------ |
| 1. | 29 februarie 2005 | GSP Stadium, Nicosia          | Cipru         | 1–0  | 3–0 Victorie | Calificările pentru Campionatul Mondial de Fotbal 2006 |
| 2. | 12 noiembrie 2005 | Stade de Suisse, Berna        | Turcia        | 1–0  | 2–0 Victorie | Calificările pentru Campionatul Mondial de Fotbal 2006 |
| 3. | 23 iunie 2006     | AWD Arena, Hannover           | Coreea de Sud | 1–0  | 2–0 Victorie | Campionatul Mondial de Fotbal 2006                     |
| 4. | 10 octombrie 2009 | Stade Josy Barthel, Luxemburg | Luxemburg     | 1–0  | 3–0 Victorie | Calificările pentru Campionatul Mondial de Fotbal 2010 |
| 5. | 10 octombrie 2009 | Stade Josy Barthel, Luxemburg | Luxemburg     | 2–0  | 3–0 Victorie | Calificările pentru Campionatul Mondial de Fotbal 2010 |

## Palmares

### Arsenal
- FA Cup: 2005
- FA Community Shield: 2004

### Internațional
- UEFA U-17 European Champion: 2002